# Vera Witt
Vera Witt (verehelichte Jovanovic; * 21. Dezember 1886 in Hamburg; † nach 1966) war eine deutsche Schauspielerin bei Bühne und Film.

## Leben und Wirken
Über Vera Witts Ausbildungsweg ist derzeit nichts bekannt. Sie begann im Alter von etwa 20 Jahren auf der Bühne aufzutreten, ihre wichtigste Spielstätte vor dem Ersten Weltkrieg war das Residenz-Theater in Berlin, dem sie mehrere Jahre lang angehörte. 1915 wurde die 28-Jährige erstmals vor eine Kamera geholt, ihr Filmdebüt gab Witt als Gemeinderatsgattin Lydia Liebenow in der patriotischen Weltkriegskomödie Der springende Hirsch. Es folgten in diesem Jahr noch weitere Filmhauptrollen, etwa die der Thora West in der gleichnamigen Inszenierung von Siegfried Philippi und das Fräulein Barbier in der gleichnamigen Komödie von Emil Albes.
Anschließend widmete sich Vera Witt viele Jahre lang wieder ganz dem Theater. Bis 1938 sah man sie an überwiegend kleinen Bühnen, etwa dem Nordmark-Landestheater in Schleswig, dem Rose-Theater in Berlin, zwei Sommerbühnen in Gera und Eisenach sowie zuletzt dem Braunschweiger Landestheater. Zwischendurch (1932/33) kehrte die Künstlerin mit mehreren Nebenrollen auch wieder vor die Filmkamera zurück. Zuletzt sah man Vera Witt 1944 mit dem winzigen Part als Marika Rökks alte Garderobiere in der Farbfilmrevue Die Frau meiner Träume. Nach dem Zweiten Weltkrieg ist sie noch mindestens bis in die 1950er-Jahre in Hannover nachzuweisen.

## Filmografie
- 1915: Der springende Hirsch
- 1915: Fräulein Barbier
- 1915: Thora West
- 1932: Das Millionentestament
- 1932: Wenn die Liebe Mode macht
- 1932: Die unsichtbare Front
- 1933: Der Page vom Dalmasse-Hotel
- 1933: Das Lied der Sonne
- 1944: Die Frau meiner Träume